# 国道375号

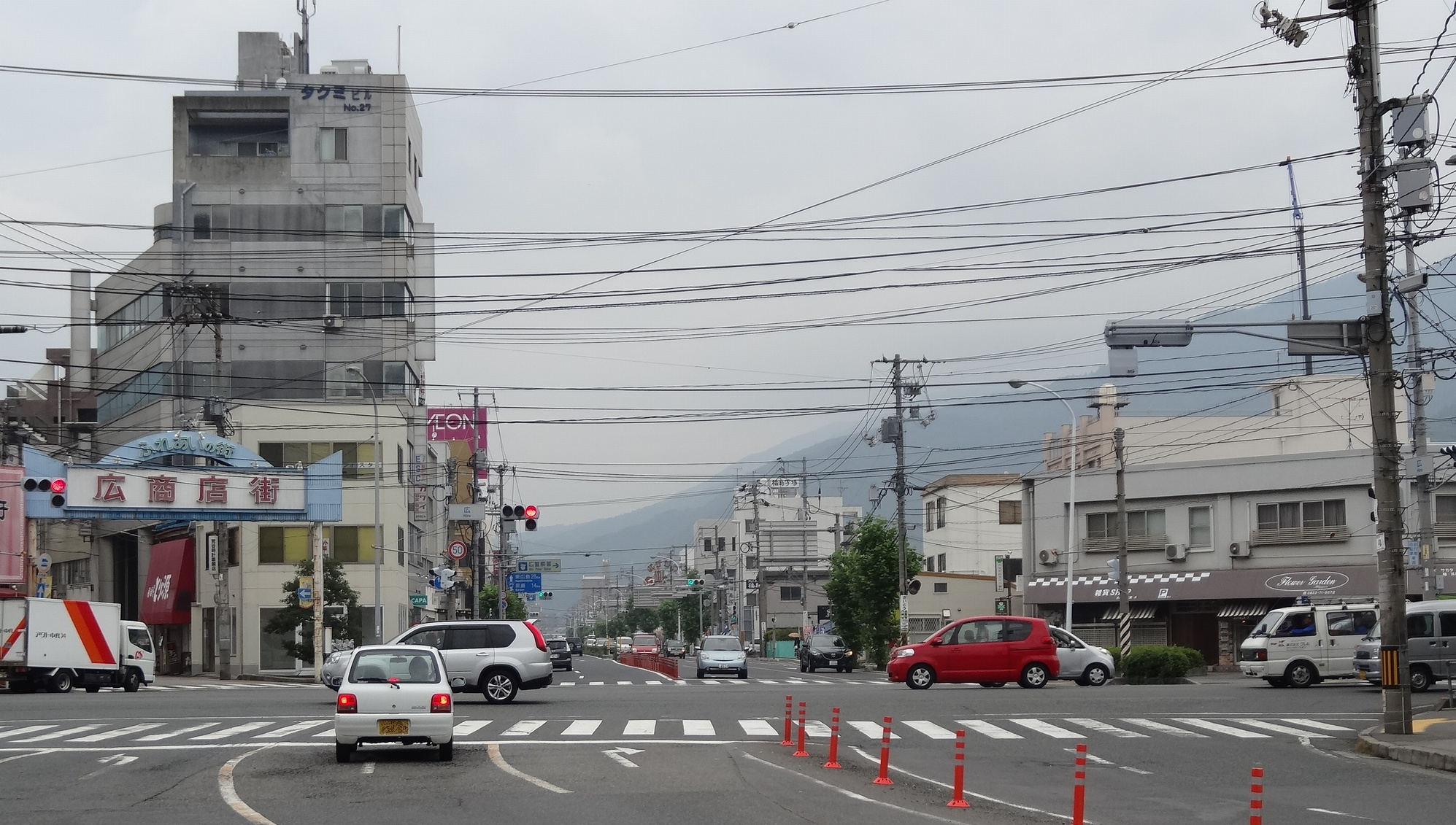
起点の呉市・広交差点（2014年6月）

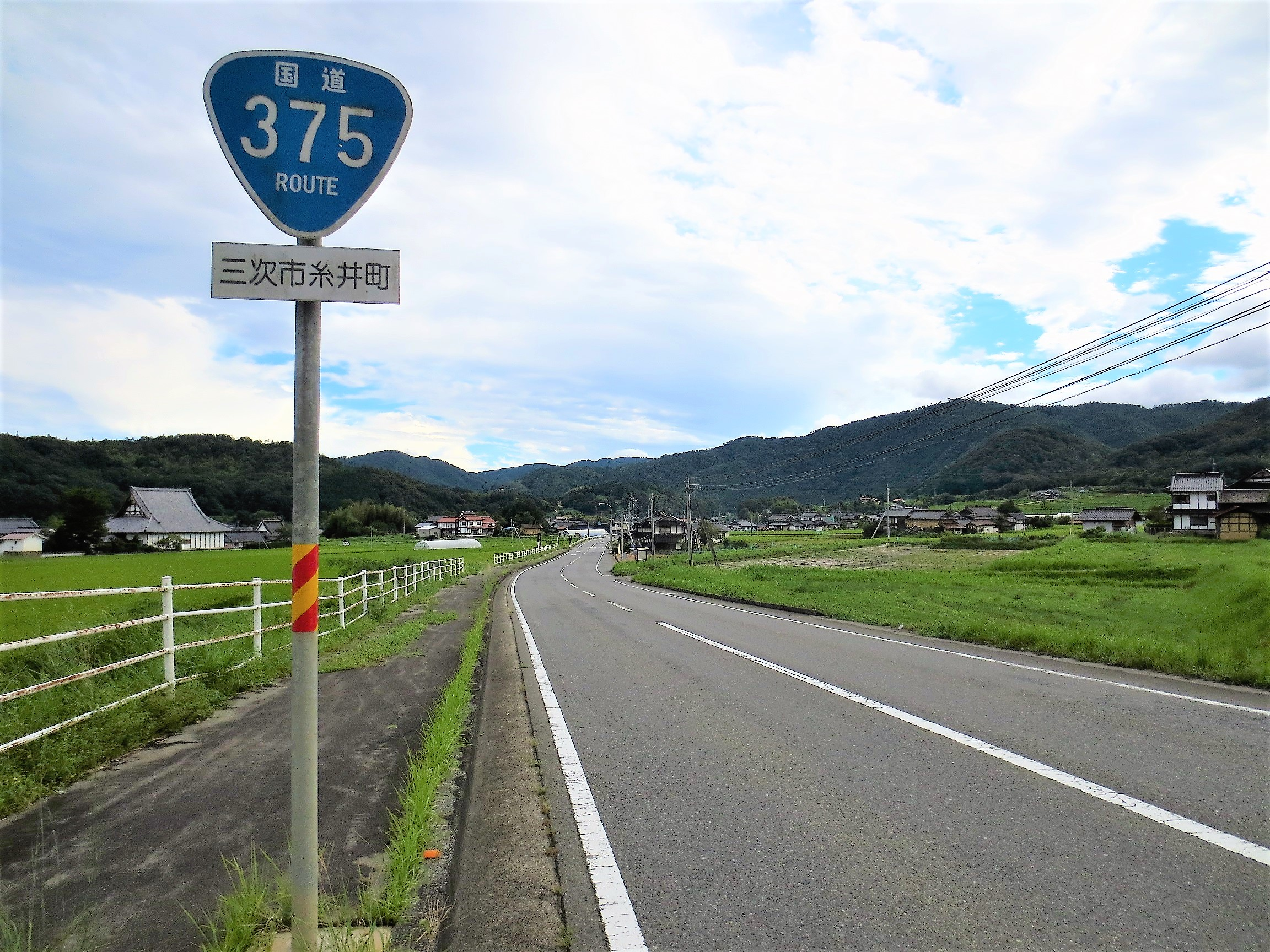
三次市糸井町付近（2013年9月）

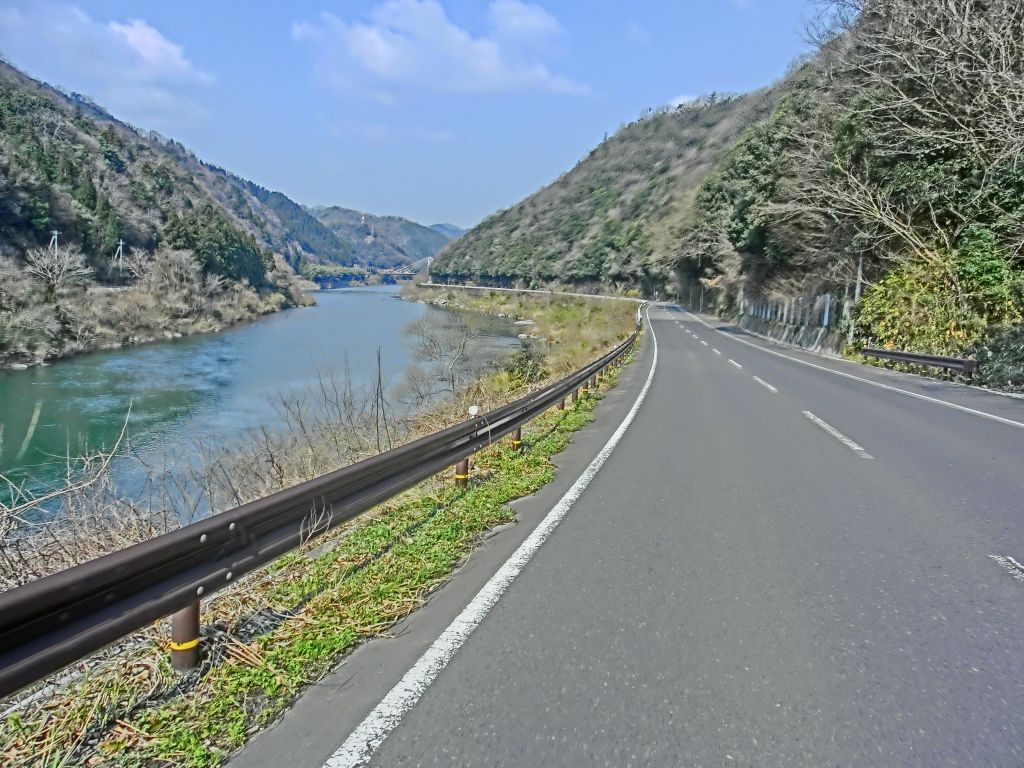
作木口駅付近。この区間は江の川に沿って南北に走っている

国道375号（こくどう375ごう）は、広島県呉市から三次市を経て、島根県大田市に至る一般国道である。

## 概要
広島県の瀬戸内海に面する呉市から北へ中国山地の山間部を越えて、日本海に面する島根県大田市とを結ぶ、延長約197 kmの中国地方を南北に横断する一般国道の路線のひとつで、主な通過地は広島県東広島市、三次市、島根県邑智郡美郷町である。呉市から東広島市にかけて走る高規格幹線道路でもある東広島呉自動車道は、国道375号の自動車専用道路で、一般部に並行する。また一般部は、広島県東広島市では国道486号、三次市の一部では国道433号、国道434号と重複する上級路線にあたる。東広島市内の西条ICや高屋JCTで山陽自動車道と接続し、三次市内の三次ICで中国自動車道と接続しており、中国地方を東西に縦貫する高速道路へのアクセス路線にもなっている。
呉市に、海に隣接する米軍の弾薬庫があり、起点から東広島市までの区間は、全国各地への弾薬輸送のメインルートとして使われる。なお、輸送を行う日時は通過市町村に事前に通知する決まりになっている。

### 路線データ
一般国道の路線を指定する政令に基づく起終点および重要な経過地は次のとおり。
- 起点：呉市（広交差点 = 国道185号交点）
- 終点：大田市（和江港入口交差点 = 国道9号交点）
- 重要な経過地：東広島市、広島県賀茂郡豊栄町[注釈 2]、三次市、同県双三郡作木村[注釈 3]
- 総延長 : 196.7 km（島根県 42.7 km、広島県 154.0 km）重用延長を含む。[2][注釈 4]
- 重用延長 : 0.8 km（島根県 - km、広島県 0.8 km）[2][注釈 4]
- 未供用延長 : なし[2][注釈 4]
- 実延長 : 195.9 km（島根県 42.7 km、広島県 153.2 km）[2][注釈 4]
  - 現道 : 157.9 km（島根県 42.1 km、広島県 115.8 km）[2][注釈 4]
  - 旧道 : 5.0 km（島根県 0.6 km、広島県 4.4 km）[2][注釈 4]
  - 新道 : 33.0 km（島根県 - km、広島県 33.0 km）[2][注釈 4]
- 指定区間：呉市阿賀中央4丁目3537番1 - 東広島市高屋町溝口111番1（東広島呉自動車道 阿賀IC - 高屋JCT）、三次市三次町2630番 - 同市三次町2621番（国道54号と重複する区間（尾関大橋北詰交差点 - 日山橋東詰交差点））[3][4]

## 歴史
- 1975年（昭和50年） 4月1日 - 一般国道375号指定
- 2023年（令和5年）3月26日 - 三次市内の引宇根工区[5]の拡幅工事が終わり鳴瀬清流トンネルを含む区間が開通。広島県内の全区間が2車線以上に[6]。

## 路線状況

### バイパス

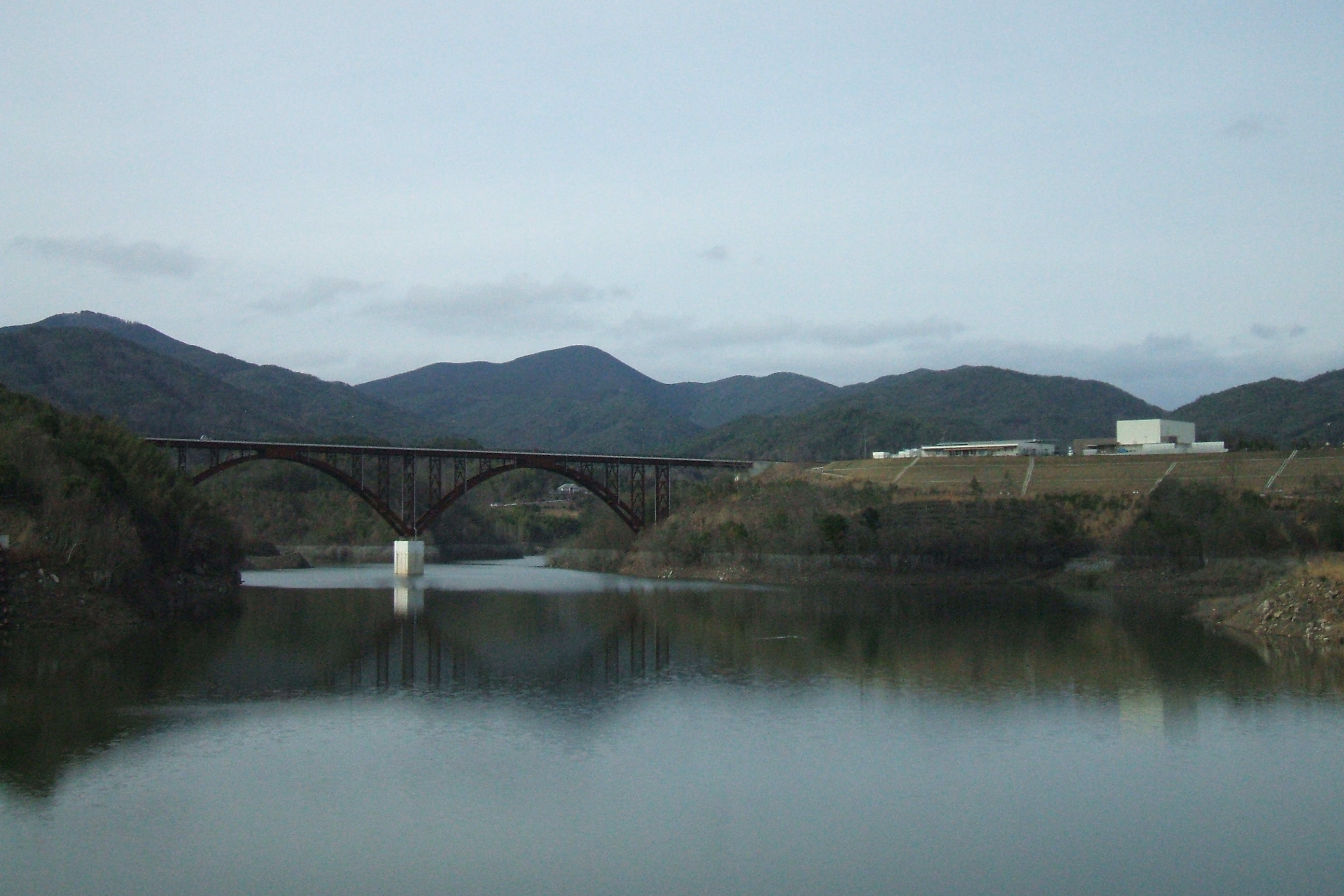
福富ダムの人造湖「しゃくなげ湖」に架かる福富バイパスの「しゃくなげ大橋」と道の駅「道の駅湖畔の里福富」

- 高規格幹線道路等
  - E75 東広島呉自動車道
- 一般道路
  - 広バイパス（広交叉点 - 弁天橋交差点間。通称弾丸道路、旧道は現在の広商店街）
  - 御薗宇バイパス（東広島市）
  - 福富豊栄バイパス（東広島市）
  - 作木大和道路（三次市 - 美郷町）
  - 邑智バイパス（美郷町）
  - 湯抱バイパス（美郷町湯抱 - 別府間3.6 km[7]、2015年〈平成27年〉3月20日全線開通[7]）

### 重複区間
- 国道486号（広島県東広島市西条町御薗宇・円城寺入口交差点 - 東広島市豊栄町清武・清武交差点）
- 国道183号・国道184号（広島県三次市十日市東4丁目・上原交差点 - 三次市十日市南1丁目・三次駅前交差点）[注釈 5]
- 国道433号・国道434号（広島県三次市三次町・巴橋東詰交差点 - 三次市作木町香淀）
- 国道54号・国道184号（広島県三次市三次町・尾関大橋北詰交差点 - 三次市三次町・日山橋東詰交差点）

### 道路施設

#### 道の駅など
- 広島県
  - 湖畔の里福富（東広島市福富町）
  - 物産館「みわ375」（三次市）
- 島根県
  - グリーンロード大和（美郷町）

### 交通量
24時間交通量（台）道路交通センサス
| 観測地点                | 平成22（2010）年度 |
| ----------------------- | ------------------ |
| 呉市広塩焼2丁目1番      | 22,036             |
| 呉市郷原町              | 18,696             |
| 東広島市黒瀬町南方      | 21,389             |
| 東広島市西条町御薗宇    | 08,618             |
| 東広島市西条土与丸2丁目 | 19,761             |
| 東広島市高屋町造賀      | 13,804             |
| 東広島市福富町久芳      | 06,644             |
| 東広島市豊栄町鍛冶屋    | 07,716             |
| 東広島市豊栄町飯田      | 02,901             |
| 三次市三和町上壱        | 02,623             |
| 三次市三若町            | 03,699             |
| 三次市高杉町            | 07,461             |
| 三次市十日市東6丁目     | 15,370             |
| 三次市三次町            | 08,625             |
| 三次市日下町            | 01,090             |
| 三次市作木町下作木      | 01,636             |

（出典：「平成22年度道路交通センサス」（国土交通省ホームページ）より一部データを抜粋して作成）

## 地理

### 通過する自治体
- 広島県
  - 呉市 - 東広島市 - 三次市
- 島根県
  - 邑智郡美郷町 - 大田市

### 交差する道路
| 交差する道路 | 都道府県名 | 市町村名 | 市町村名 | 交差する場所               | 交差する場所                     |
| 現道 | 現道       | 現道     | 現道     | 現道                       | 現道                             |
| --- | ---------- | -------- | -------- | -------------------------- | -------------------------------- |
| 国道185号 広島県道66号呉環状線 重複区間起点 広島県道279号広仁方停車場線                                             | 広島県     | 呉市     | 呉市     | 広本町1丁目                | 広交差点 / 起点                  |
| 広島県道66号呉環状線 重複区間終点                                                                                   | 広島県     | 呉市     | 呉市     | 郷原町                     | 郷原大橋東交差点                 |
| 広島県道336号津江郷原線                                                                                             | 広島県     | 呉市     | 呉市     | 郷原町                     | 郷原バス停前交差点               |
| 広島県道34号矢野安浦線                                                                                              | 広島県     | 東広島市 | 東広島市 | 黒瀬町上保田（かみぼうだ） | 上保田（かんぼうだ）交差点       |
| 広島県道338号吉川大多田線                                                                                           | 広島県     | 東広島市 | 東広島市 | 黒瀬町大多田               | 大多田交差点                     |
| 広島県道333号岡郷東市之堂線                                                                                         | 広島県     | 東広島市 | 東広島市 | 黒瀬町南方                 |                                  |
| 広島県道334号小多田安浦線                                                                                           | 広島県     | 東広島市 | 東広島市 | 黒瀬町小多田（おただ）     | 上黒瀬交差点                     |
| E75 東広島呉自動車道 広島県道67号馬木八本松線                                                                       | 広島県     | 東広島市 | 東広島市 | 西条町馬木                 | 樋ノ詰橋東交差点 4 馬木IC        |
| 広島県道331号下三永吉川線                                                                                           | 広島県     | 東広島市 | 東広島市 | 西条町田口                 | 東子（あずまこ）交差点           |
| 国道2号 | 広島県     | 東広島市 | 東広島市 | 西条町御薗宇               | 御薗宇交差点                     |
| 国道486号 重複区間起点                                                                                              | 広島県     | 東広島市 | 東広島市 | 西条町御薗宇               | 円城寺入口交差点                 |
| 広島県道329号飯田吉行線 広島県道59号東広島本郷忠海線 / バイパス未供用                                               | 広島県     | 東広島市 | 東広島市 | 西条町吉行                 | 中川交差点                       |
| E2 山陽自動車道 広島県道59号東広島本郷忠海線                                                                        | 広島県     | 東広島市 | 東広島市 | 西条町吉行                 | 西条インター入口交差点 26 西条IC |
| 広島県道194号西高屋停車場線                                                                                         | 広島県     | 東広島市 | 東広島市 | 高屋町杵原                 | 杵原交差点                       |
| 広島県道350号造賀八本松線                                                                                           | 広島県     | 東広島市 | 東広島市 | 高屋町造賀（ぞうか）       | 造賀（東）交差点                 |
| 広島県道351号造賀田万里線                                                                                           | 広島県     | 東広島市 | 東広島市 | 高屋町造賀                 |                                  |
| 広島県道33号瀬野川福富本郷線 重複区間起点                                                                           | 広島県     | 東広島市 | 東広島市 | 福富町上戸野               |                                  |
| 広島県道33号瀬野川福富本郷線 重複区間終点                                                                           | 広島県     | 東広島市 | 東広島市 | 福富町上戸野               | 大渡橋北詰交差点                 |
| 広島県道60号大和福富線 広島県道340号下竹仁久芳線                                                                    | 広島県     | 東広島市 | 東広島市 | 福富町久芳（くば）         | 久芳交差点                       |
| 国道375号 / 福富豊栄バイパス 国道486号 / 福富豊栄バイパス 重複                                                      | 広島県     | 東広島市 | 東広島市 | 福富町久芳                 |                                  |
| 広島県道342号別府河内線 重複区間起点                                                                                | 広島県     | 東広島市 | 東広島市 | 福富町久芳                 |                                  |
| 広島県道342号別府河内線 重複区間終点                                                                                | 広島県     | 東広島市 | 東広島市 | 豊栄町乃美                 |                                  |
| 広島県道29号吉田豊栄線                                                                                              | 広島県     | 東広島市 | 東広島市 | 豊栄町乃美                 | 乃美交差点                       |
| 国道486号 重複区間終点                                                                                              | 広島県     | 東広島市 | 東広島市 | 豊栄町清武                 | 清武交差点                       |
| 広島県道28号吉舎豊栄線                                                                                              | 広島県     | 東広島市 | 東広島市 | 豊栄町清武                 | 宮の首交差点                     |
| 広島県道341号吉原清武線                                                                                             | 広島県     | 東広島市 | 東広島市 | 豊栄町清武                 |                                  |
| 広島県道161号三和大和線                                                                                             | 広島県     | 三次市   | 三次市   | 三和町上壱（かみいち）     |                                  |
| 広島県道52号世羅甲田線 重複区間起点                                                                                 | 広島県     | 三次市   | 三次市   | 三和町上壱                 |                                  |
| 広島県道52号世羅甲田線 重複区間終点                                                                                 | 広島県     | 三次市   | 三次市   | 三和町敷名                 | 敷名市（しきないち）交差点       |
| 広島県道56号府中世羅三和線                                                                                          | 広島県     | 三次市   | 三次市   | 三和町敷名                 |                                  |
| 広島県道440号羽出庭三良坂線 重複区間起点                                                                            | 広島県     | 三次市   | 三次市   | 有原町                     |                                  |
| 広島県道45号三次大和線                                                                                              | 広島県     | 三次市   | 三次市   | 三若町                     |                                  |
| 広島県道61号三次庄原線 広島県道440号羽出庭三良坂線 重複区間終点                                                     | 広島県     | 三次市   | 三次市   | 石原町                     |                                  |
| 広島県道430号糸井塩町線                                                                                             | 広島県     | 三次市   | 三次市   | 糸井町                     |                                  |
| 広島県道432号青河江田川之内線                                                                                       | 広島県     | 三次市   | 三次市   | 廻神町（めぐりかみまち）   | 廻神交差点                       |
| 備北広域農道 | 広島県     | 三次市   | 三次市   | 廻神町                     | 山手交差点                       |
| E2A 中国自動車道 広島県道470号三次インター線                                                                        | 広島県     | 三次市   | 三次市   | 西酒屋町                   | 三次インター入口交差点 22 三次IC |
| 国道183号 重複区間起点 国道184号 重複区間起点 広島県道433号穴笠三次線                                               | 広島県     | 三次市   | 三次市   | 十日市東5丁目              | 上原（かんばら）交差点           |
| 国道183号 重複区間終点 国道184号 重複区間終点 広島県道39号三次高野線 重複区間起点 広島県道228号三次停車場線         | 広島県     | 三次市   | 三次市   | 十日市南1丁目              | 三次駅前交差点                   |
| 国道433号 重複区間起点 国道434号 重複区間起点                                                                       | 広島県     | 三次市   | 三次市   | 三次町                     | 巴橋東詰交差点                   |
| 広島県道・島根県道112号三次江津線                                                                                   | 広島県     | 三次市   | 三次市   | 三次町                     | 三次町交差点                     |
| 広島県道434号和知三次線                                                                                             | 広島県     | 三次市   | 三次市   | 三次町                     | 三次中学校入口交差点             |
| 広島県道39号三次高野線 重複区間終点                                                                                 | 広島県     | 三次市   | 三次市   | 三次町                     | 太才町（ださいちょう）交差点     |
| 国道54号 重複区間起点 国道184号 重複区間起点                                                                        | 広島県     | 三次市   | 三次市   | 三次町                     | 尾関大橋北詰交差点               |
| 国道54号 重複区間終点 国道184号 重複区間終点                                                                        | 広島県     | 三次市   | 三次市   | 三次町                     | 日山橋東詰交差点                 |
| 国道433号 重複区間終点 国道434号 重複区間終点 広島県道・島根県道112号三次江津線 重複区間起点                        | 広島県     | 三次市   | 三次市   | 作木町香淀（こうよど）     |                                  |
| 広島県道436号香淀三次線                                                                                             | 広島県     | 三次市   | 三次市   | 作木町香淀                 |                                  |
| 広島県道62号庄原作木線                                                                                              | 広島県     | 三次市   | 三次市   | 作木町下作木               | 港交差点                         |
| 広島県道・島根県道4号甲田作木線 島根県道・広島県道7号浜田作木線 重複 広島県道・島根県道112号三次江津線 重複区間終点 | 広島県     | 三次市   | 三次市   | 作木町大津                 |                                  |
| 広島県道437号大津横谷線                                                                                             | 広島県     | 三次市   | 三次市   | 作木町大津                 |                                  |
| 島根県道294号邑南美郷線                                                                                             | 島根県     | 邑智郡   | 美郷町   | 都賀本郷                   | 都賀本郷交差点                   |
| 島根県道55号邑南飯南線 重複区間起点                                                                                 | 島根県     | 邑智郡   | 美郷町   | 長藤                       |                                  |
| 島根県道55号邑南飯南線 重複区間終点                                                                                 | 島根県     | 邑智郡   | 美郷町   | 長藤                       |                                  |
| 島根県道296号川本美郷線                                                                                             | 島根県     | 邑智郡   | 美郷町   | 長藤                       |                                  |
| 島根県道166号美郷飯南線                                                                                             | 島根県     | 邑智郡   | 美郷町   | 上川戸                     | 上川戸交差点                     |
| 島根県道40号川本波多線 重複区間起点                                                                                 | 島根県     | 邑智郡   | 美郷町   | 久保                       |                                  |
| 島根県道40号川本波多線 重複区間終点                                                                                 | 島根県     | 邑智郡   | 美郷町   | 粕渕                       |                                  |
| 島根県道186号美郷大森線                                                                                             | 島根県     | 邑智郡   | 美郷町   | 別府                       |                                  |
| 島根県道288号瓜坂川合線                                                                                             | 島根県     | 大田市   | 大田市   | 川合町川合                 |                                  |
| 島根県道46号大田桜江線                                                                                              | 島根県     | 大田市   | 大田市   | 大田町吉永                 |                                  |
| 国道9号 島根県道174号和江港大田市停車場線                                                                           | 島根県     | 大田市   | 大田市   | 長久町長久                 | 和江漁港入口交差点 / 終点        |
| 福富豊栄バイパス |            |          |          |                            |                                  |
| 広島県道33号瀬野川福富本郷線                                                                                        | 広島県     | 東広島市 | 東広島市 | 福富町上戸野               |                                  |
| 広島県道340号下竹仁久芳線                                                                                           | 広島県     | 東広島市 | 東広島市 | 福富町久芳                 | 福富支所（北）交差点             |
| 国道375号 / 現道 国道486号 / 現道 重複                                                                              | 広島県     | 東広島市 | 東広島市 | 福富町久芳                 |                                  |